# Giulio Moschetti
Giulio Moschetti (Ascoli Piceno, 26 maggio 1847 – Catania, 8 dicembre 1909) è stato uno scultore italiano.

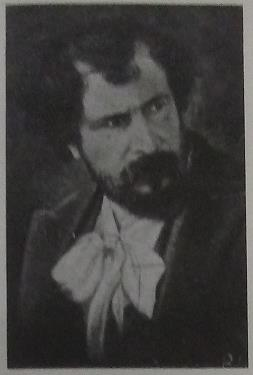
Ritratto di Giulio Moschetti

Nacque ad Ascoli Piceno ma fu catanese di adozione in seguito ai suoi numerosi lavori. Intraprese gli studi di scultura sotto la guida di Giorgio Paci. Dopo una breve sosta a Firenze andò a Roma dove frequentò l'Accademia di San Luca sotto la guida di Adamo Tadolini e Francesco Podesti da cui ebbe insegnamenti di matrice classica. A Roma si prodigò attivamente facendo diverse sculture e busti, partecipando a concorsi. 
Nel 1878, per problemi di salute (era ammalato di cuore e di asma), scelse Catania per andare a vivere e vi restò sino alla morte. Il suo biografo, Riccardo Gabrielli, scrive di lui nel 1910: ...in Catania lo si vedeva per le vie con un cappellaccio a cencio, col colletto della giacca rialzato, colla cravatta eternamente tra i denti e coll'andatura strana. 
Nel 1883 fu incaricato della decorazione scultorea esterna del Teatro Massimo di Catania dall'architetto Carlo Sada. Sono suoi tre degli undici mezzi busti  di compositori illustri che adornano la facciata del teatro; si tratta di Giovanni Pacini, Vincenzo Bellini e Pietro Antonio Coppola. Suo è anche l'orologio aureo che sovrasta l’arcone scenico svasato, contornato da puttini che rappresentano le 12 ore. Eseguì anche l'Industria e il Commercio (oggi non più esistente) per la facciata della stazione di Catania. Ma ebbe commissioni anche a Leonforte e Messina. Ad Adrano realizzò un gruppo scultoreo in bronzo per il Teatro Bellini. 
Nel 1892 lavorò a Malta, a Sliema, per la chiesa del Nazareno eseguendo le statue, Evangelisti San Marco e San Luca della facciata e Dodici Apostoli all'interno, nonché un monumento al vescovo Sciluna per la cattedrale di La Valletta. 
Nuovamente a Catania venne incaricato dall'amministrazione comunale di Catania della costruzione di un gruppo scultoreo che raffigurasse il Ratto di Proserpina allo scopo di decorare la monumentale fontana posta nella piazza antistante la stazione ferroviaria di Catania che era stata aperta nel 1867. La fontana venne inaugurata il 20 aprile del 1904. 
Due anni dopo lo scultore consegnava alla città di Siracusa un'altra scultura per la fontana di Diana posta in piazza Archimede, al centro di Ortigia. 
L'artista, da alcuni definito lo scultore del Mediterraneo si spense nel 1909. Il figlio Mario seguì le orme del padre e fu apprezzato scultore.